# Universo di Isaac
L'universo di Isaac (in inglese Isaac's Univers) è un universo immaginario  concepito da Isaac Asimov per essere utilizzato come ambientazione da altri scrittori di fantascienza.
Secondo la descrizione di Asimov, nella Via Lattea del futuro convivono sei razze che posseggono una tecnologia avanzata e la capacità del volo interstellare:
- Erthumoi,  gli esseri umani, che hanno colonizzato diversi pianeti oltre la Terra e hanno prolungato la durata della vita grazie a trattamenti di ringiovanimento;
- Cephalloniani, una specie acquatica che adopera astronavi piene d'acqua, descritta da Asimov come vagamente simile alle focene;
- Locriani, una specie simile agli insetti, ma dotata di scheletro, adattata a un'atmosfera con scarso ossigeno e con neon al posto dell'azoto;
- Naxiani, esseri simili a serpenti, privi di arti, capaci di leggere lo stato emotivo di individui di ogni altra specie semplicemente osservandoli;
- Crotoniati, esseri alati di piccole dimensioni che vivono in un'atmosfera velenosa per le altre specie e le considerano come inferiori, guardandole con disprezzo;
- Samiani, creature fisicamente molto robuste, prive di appendici e di movenze lente, che vivono su un pianeta ad alta gravità.

Nel primo racconto ambientato in questo universo, scritto da Robert Silverberg, si è aggiunta l'idea che esista anche una settima e misteriosa razza, mai incontrata da nessuna delle altre sei, ma che ha lasciato dietro di sé manufatti sparsi per tutta la galassia.

## Racconti e romanzi
Nell'universo concepito da Isaac Asimov sono stati ambientati venti racconti, raccolti in tre antologie curate da  Martin H. Greenberg e pubblicate dal 1990 al 1992, e due romanzi: nel 1993 Fossil, di Hal Clement e nel 1995 Murder at the Galactic Writers' Society, di Janet Asimov.
- Isaac's Universe: Volume One: The Diplomacy Guild [1]. La raccolta è stata tradotta in lingua italiana nel 1992 nella collana Urania (n.1186), con il titolo La galassia di Asimov. Nel 1992 la raccolta in inglese è stata ristampata dall'editore Grafton[2]. L'antologia contiene un testo introduttivo di Asimov che descrive le caratteristiche dell'ambientazione, e cinque racconti:
  - Isaac Asimov, Introduction: Inventing a Universe (Inventare un universo).
  - Robert Silverberg, They Hide, We Seek (Loro nascondono, noi cerchiamo). Il racconto è stato ripubblicato in inglese nel 2002 nella raccolta In Another Country and Other Short Novels[3].
  - David Brin, The Diplomacy Guild (La corporazione diplomatica).
  - Robert Sheckley, Myryx (Myryx).
  - Poul Anderson, The Burning Sky (Il cielo in fiamme).
  - Harry Turtledove, Island of Gods (L'isola degli dei).

- Isaac's Universe: Volume Two: Phases in Chaos[4]. La raccolta è stata pubblicata in Italia nel 1993 nella collana Urania (n.1220) con il titolo Le fasi del caos.  Comprende un testo di Asimov come introduzione e otto racconti:
  - Isaac Asimov, Concerning Tolkien (in lingua italiana, Su Tolkien e altre cose).
  - Allen Steele, Mecca (Mecca).
  - Harry Turltedove, Thirty Pieces (Trenta pezzi).
  - Hal Clement, Phases in Chaos (Le fasi del caos).
  - Karen Haber, The Soul of Truth (L'essenza della verità).
  - Lawrence Watt-Evans, Keep the Faith (Affari di fede).
  - Janet Kagan, Winging It (Mettere le ali).
  - George Alec Effinger, The Reinvention of War (Reinventare la guerra).
  - Poul Anderson, Woodcraft (Magia verde).

- Isaac's Universe: Volume Three: Unnatural Diplomacy[5]. Comprende sette racconti
  - Harry Turtledove, "Breakups".
  - Lawrence Watt-Evans, "One Man's Meat".
  - Janet Kagan, "Fighting Words".
  - George Alec Effinger, "Water of Life".
  - Hal Clement, "Eyeball Vectors"-
  - Rebecca Ore, "Liquid Assets".
  - Karen Haber, "Unnatural Diplomacy".

- Romanzi:
  - 1993: Hal Clement, Fossil [6].
  - 1995: Janet Asimov, Murder at the Galactic Writers' Society[7].

I due racconti di Poul Anderson inclusi nelle prime due antologie (The Burning Sky e Wookcraft), sono stati incorporati nel suo ultimo romanzo, For Love and Glory, pubblicato nel 2003. Nella prefazione Poul Anderson spiega di aver modificato le storie originali (nomi, personaggi e ambientazione) per non entrare in conflitto con l'ambientazione e con chi volesse ancora utilizzarla in futuro.